# みずがめ座R星
みずがめ座R星（みずがめざRせい、R Aquarii、R Aqr）は、みずがめ座の変光星である。当初は、一般的な長周期変光星であると考えられていたが、後に共生星という特殊な連星系であることが明らかになった。星系を構成する2つの星の他に、それらを取り巻くガスや塵の顕著な構造がみられることで知られる。

## 観測史

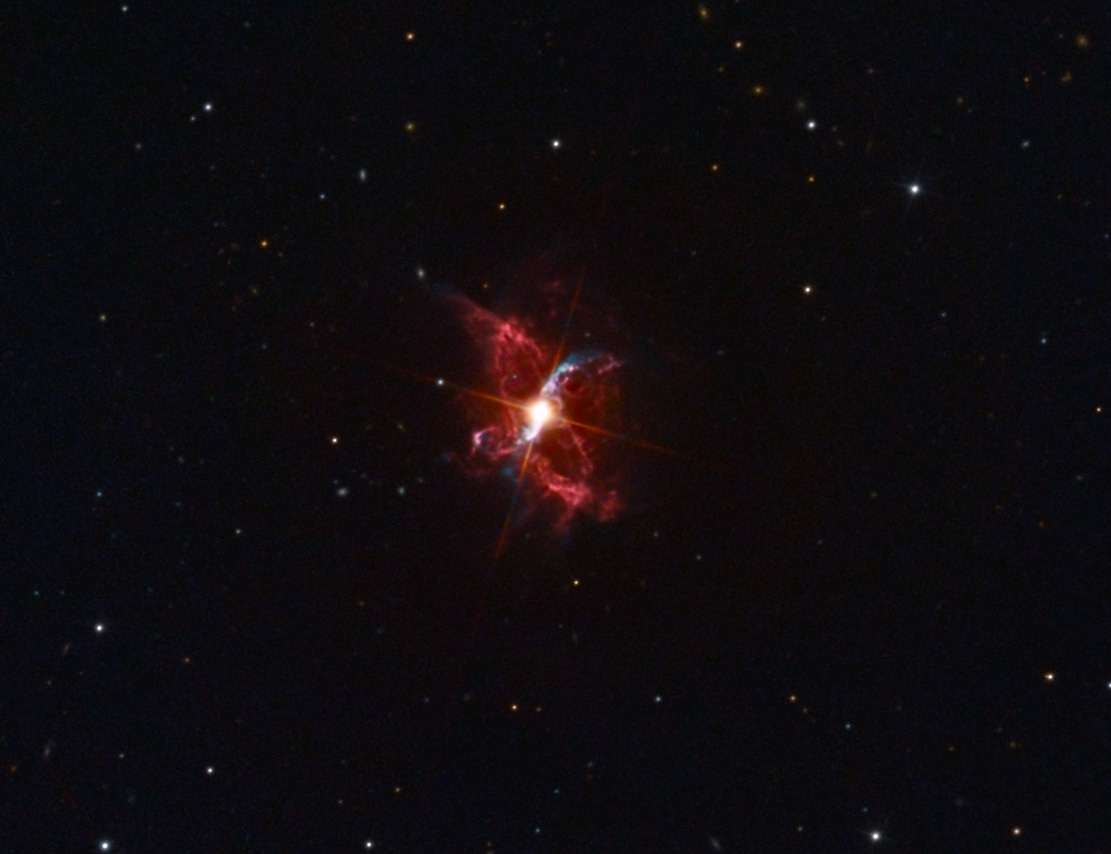
みずがめ座R星（出典: Adam Block / Mount Lemmon SkyCenter / University of Arizona）

みずがめ座R星は、独リリエンタールにあるヨハン・シュレーターの観測所で助手を務めたカール・ハーディングが、1810年に発見した。みずがめ座R星という名称は、変光星の命名方法において、みずがめ座で最初に確認された変光星であることを示す。
みずがめ座R星は、一見して1年3週間周期で6等から11等まで変光する、普通のミラ型変光星のように思われた。しかし、1919年10月、ウィルソン山天文台での分光観測によって、みずがめ座R星のスペクトルは、輝線も示すミラ型星のスペクトルだけではなく、星雲でみられる輝線が含まれることが明らかになった。更に、大型望遠鏡による分光観測が繰り返され、ミラ型星のスペクトルと星雲の輝線に加え、OB型星のような青い高温の連続光成分が含まれていることがわかってきた。このような、赤色巨星のスペクトルと高温ガスの輝線が同時に観測される天体は、共生星と呼ばれる。その後、変光そのものに関しても変光幅が突如小さくなる現象が確認され、ミラ型星以外に変光に寄与する成分があることがわかった。紫外線観測衛星による観測で、星雲成分と高温度星成分のスペクトルの詳しい性質がわかってくると、みずがめ座R星系には高密度の小さなガス集合体と白色矮星が存在し、連星系であると考えられるようになった。
一方、星周領域では、1921年11月にローウェル天文台で撮影された写真から、星雲状構造の存在が明らかになった。その後、ハッブルが星雲の膨張を検出し、バーデが時間をおいて撮影した写真の比較から、膨張していることを証明した。1980年代になると、可視光と電波で、星雲状構造の内側にジェットの存在が発見された。その後、20世紀前半にローウェル天文台で撮影されたみずがめ座R星の写真乾板にも、ジェット構造が写っていたことがわかった。

## 星系

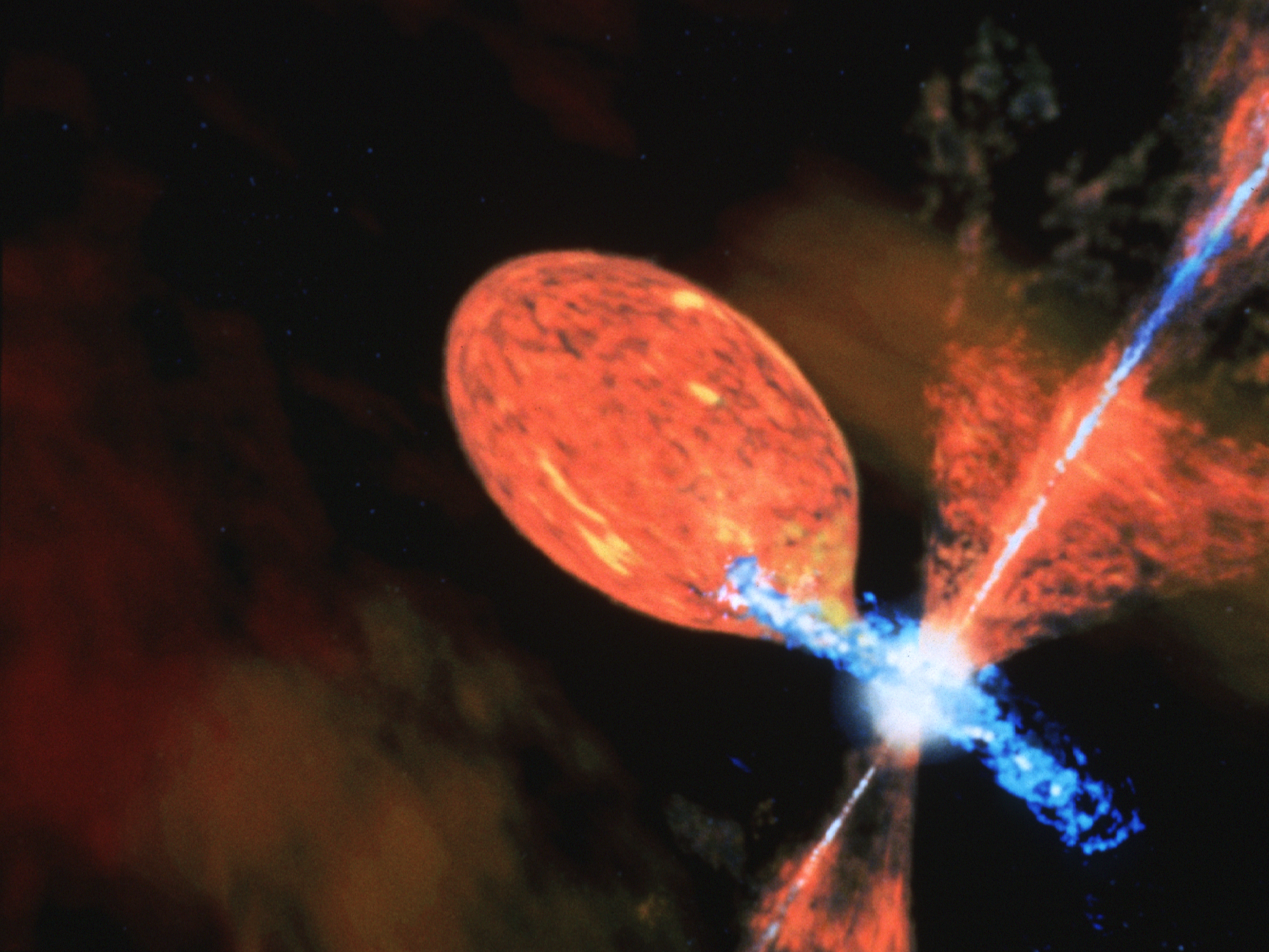
みずがめ座R星の想像図。出典: NASA, ESA & D. Berry (STScI)

みずがめ座R星は、太陽からの距離がおよそ710光年と推定され、最も近く、最も明るい共生星である。従って、共生星の中でも最もよく調べられているものの一つでもある。その正体は、ミラ型星と白色矮星の連星系で、白色矮星は降着円盤を伴っていると考えられる。ミラ型星と白色矮星の間の離角は、2014年に超大型望遠鏡VLTで観測した際には45ミリ秒で、実距離では9.8AUに相当する。連星の公転周期は約44年で、離心率が比較的高い歪な軌道をとっているとみられる。系の中心からは、ジェットが北東方向と南西方向に、10秒程伸びている。その外側には、二重の星雲状構造があり、内側は1分程度の大きさで南北方向に伸びる砂時計形、外側は2分程度の大きさで東西方向に伸びる砂時計形をしている。

### ミラ型星
ミラ型星は、スペクトル型がM7 IIIという赤色巨星で、質量は太陽と同程度から太陽の1.5倍程度と推定される。周囲からは、一酸化ケイ素や水のメーザーが検出されており、これはミラ型星ではよくみられるものだが、共生星に含まれるミラ型星としては珍しい。一酸化ケイ素メーザーは、一般的なミラ型星と同程度の強度だが、水のメーザーは一般的なミラ型星より弱い。

#### 変光
みずがめ座R星系のミラ型星は、変光周期は約387日、変光幅は概ね4等級以上である。1974年7月に、最も暗い極小が観測され、その時の明るさは12.4等だった。ミラ型の規則的な変光の他に、極小時の等級がより長期的な周期で変化し、更には突発的に変光幅が小さくなる現象が1870年前後、1890年前後、1905年から1910年頃、1928年から1934年、1974年から1983年に観測されている。この様な、ミラ型の長周期変光からの逸脱は、みずがめ座R星が共生星であることに由来し、連星の公転運動及びそれに従って起こる、白色矮星の周りに広がるガスや塵によるミラ型星の部分的な掩蔽によるものと解釈され、それを踏まえた光度曲線の分析から公転周期がおよそ44年と見積もられた。公転周期については、その後推定方法の違いによって、別の値も提唱されたが、最新の分析ではおよそ43.6年で当初の推定と整合する結果となっている。

### 白色矮星
白色矮星は、質量が太陽の6割程度から太陽と同程度とみられる。X線での観測からは、磁場が比較的強い白色矮星と予想される。表面温度は、観測されたイオンのスペクトルの励起温度から、80,000K程度あるとみられる。白色矮星の周囲には、ミラ型星から移動した物質により、降着円盤が形成されている。この降着円盤を動力源として、連星から双極的に伸びるジェットが駆動されているとみられる。

### 星雲

2012年にVLT/FORS2で撮影されたみずがめ座R星。出典: ESO

みずがめ座R星の周りには、二重の構造を持つ星雲が広がっている。星雲は砂時計状の形をしており、長く伸びた軸の方向は、外側の星雲が東西方向に2分程度、内側の星雲は南北方向に1分程度だが、共通の中心がみずがめ座R星にあり、膨張していることもわかっているので、みずがめ座R星から放出された物質によって形成されたと考えられる。星雲の年齢は、外側がおよそ650年、内側がおよそ240年くらいとみられる。
みずがめ座R星周りの星雲は、ミラ型星から放出された物質が白色矮星に降着し、その物質が臨界を超えて新星のような爆発を起こしたことで飛散したと考えられる。みずがめ座R星で発生した新星を探す試みもなされており、『明月記』に登場する930年の客星や、1073年或いは1074年に朝鮮で記録された客星が、その候補として挙げられた。しかし、力学的に見積もられた星雲の年齢は、それより若いものになっている。

### ジェット

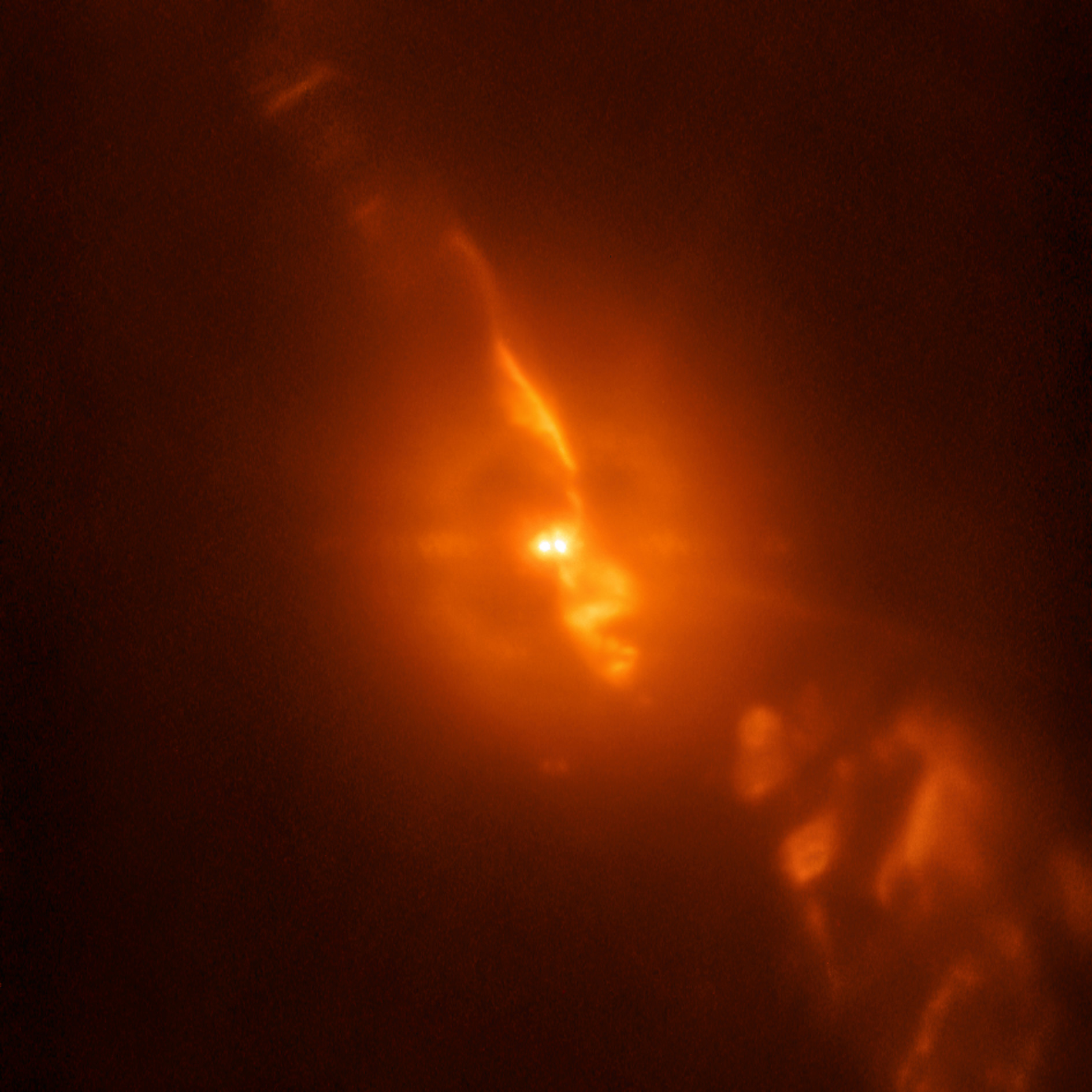
VLTのSPHERE/ZIMPOLで観測されたみずがめ座R星。連星がはっきり分離され、双極的なジェットが出ている様子が詳しくみてとれる。出典: ESO / Schmid et al.

みずがめ座R星のジェットは、連星を中心に、北東方向と南西方向へ対称的に、10秒程度の長さまで伸びている。ジェットは真っ直ぐではなくS字状に曲がっており、その形は歳差運動によってできたとみられる。
北東方向のジェットは、1970年代に可視光で発見されたもので、一方南西方向のジェットは、電波によって発見された。北東方向のジェットには、可視光に対応する部分ですぐに電波源も見つかり、南西方向のジェットも、可視光で同じ場所に星雲の輝線が検出された。ジェットの中には明るい塊が点在しており、ジェットで放出された物質と、星周物質が衝突し、衝撃波が発生しているとみられる。
ハッブル宇宙望遠鏡やチャンドラによって、系の中心に近い部分でのジェットの細かい構造がみえてくると、ジェットは連星から15AU程度の距離で既に細く絞られていることや、ジェット中の明るい塊は連星から遠ざかる程移動速度が大きくなっていることなどもわかった。VLTによる観測では、更に中心近傍までみることができ、ジェットの大元が白色矮星にあることや、連星近傍では長く伸びた、或いは強く捻じ曲げられた繊維状構造があるなど複雑な構造をしていること、ジェット内の物質の密度が非常に高いことなども明らかになってきた。

## ギャラリー

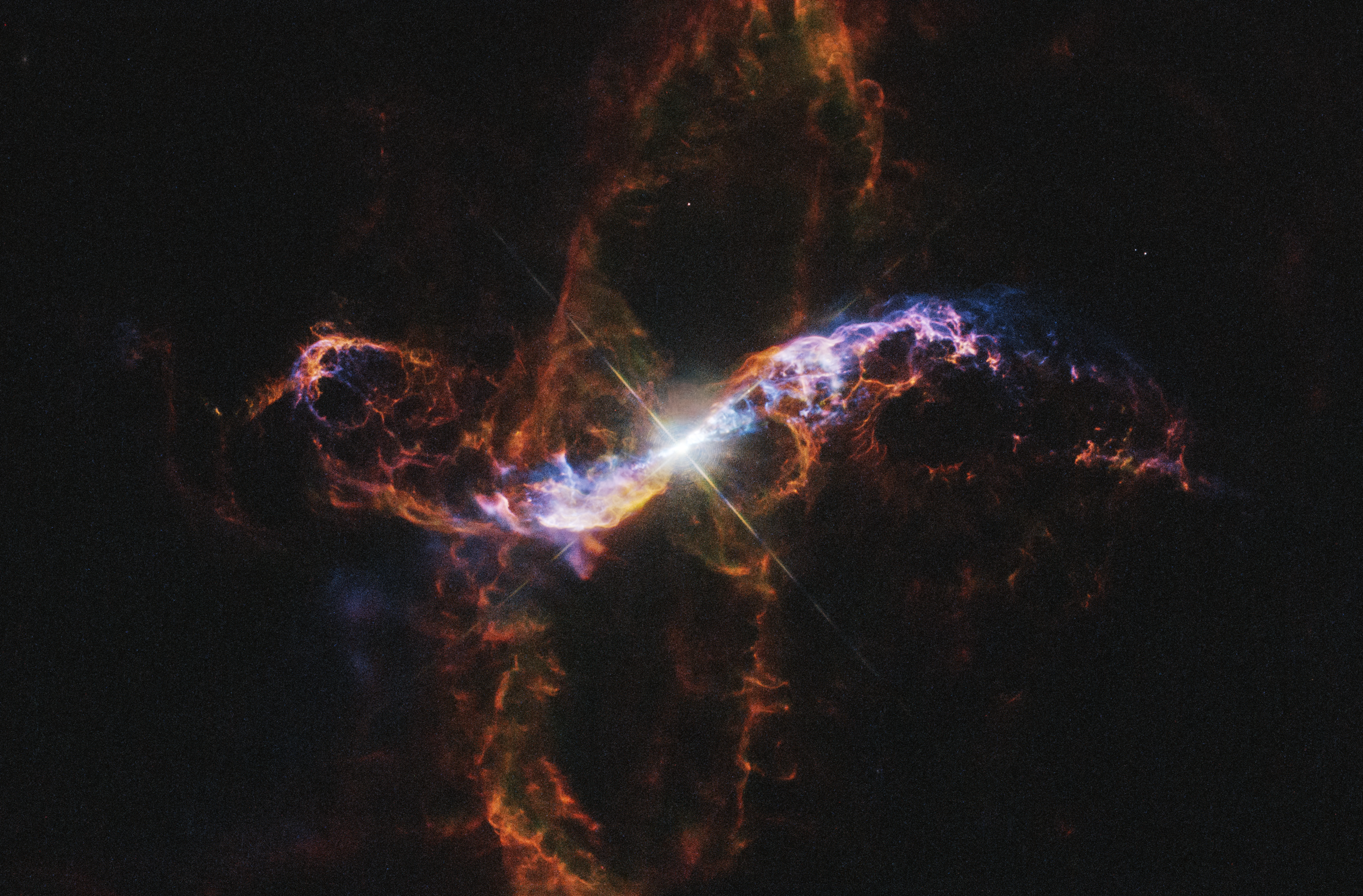
ハッブル宇宙望遠鏡の広視野カメラ3で観測されたみずがめ座R星。内側の環状の星雲状構造の詳細がよくわかる。出典: Judy Schmidt
- VLTのSPHERE/ZIMPOLによるみずがめ座R星観測の解説動画。出典:ESO[34]